# کلیسای جامع سیریل و متودی مقدس
کلیسای جامع سیریل و متودی مقدس (انگلیسی: Saints Cyril and Methodius Cathedral) در شهرک نوین در پراگ و کلیسای اصلی ارتدکس در جمهوری چک و اسلواکی است. این کلیسا، وقفِ سیریل و متودی مقدس است و نامش را از این قدیسان می‌گیرد.
این کلیسا در دوران جنگ جهانی دوم و در سال ۱۹۴۲ میلادی، آخرین سنگر نبرد دو پارتیزانی بود که در عملیات انتروپوید، اوبرگروپن‌فورر اس‌اس «راینهارت هایدریش» ملقب به «قصاب پراگ» را ترور کرده بودند. نیروهای آلمان نازی در ۱۸ ژوئن ۱۹۴۲ به این کلیسا حمله کردند و طی یک نبرد سنگین مسلحانه، یان کوبیش و یوزف گابچیک را کشتند. بقیه اعضای گروه مقاوت برای آنکه به‌دست نیروهای نازی نیوفتند، خودکشی کردند.